# Пирогов, Леонид Григорьевич
Леони́д Григо́рьевич Пирого́в (23 марта 1910, Москва, Российская империя — 15 апреля 1968, Москва, СССР) — советский актёр театра и кино.

## Биография
Родился 23 марта 1910 года в Москве в семье русского певца Григория Пирогова (1885—1931) и Марии Дмитриевны Пироговой.
Учился в Единой трудовой опытно-показательной № 10 МОНО имени Ф. Нансена (1919—1926), в Центральном техникуме театрального искусства (1927—1929).
С 1926 года — артист драматической труппы в Богороодске, а также артист Московского театра для детей под руководством Наталии Сац.
С 1931 по 1932 год и с 1934 года по 1936 год был артистом театра под руководством Ю. А. Завадского.
В 1932—1934 годы служил в Красной армии в качестве артиста-красноармейца Центрального театра Красной армии.
В 1936—1937 год артист Ростовского театра драмы.
Был артистом ЦДКА имени М. В. Фрунзе.
С 1938 по 1941 год артист Московского театра Революции.
В 1942—1946 годах артист Ансамбля песни и пляски НКВД СССР.
В 1946—1953 годах артист Московского драматического театра имени Моссовета.
В 1953—1957 годы артист театра-студии Киноактёра. В 1957—1968 годах артист киностудии «Мосфильм». С 1931 года артист Всесоюзного комитета по радиовещанию при СНК СССР.
Сниматься в кино начал после войны. Как обладатель превосходного баса, унаследованного от отца, с 30-х годов неоднократно участвовал в радиопостановках и записях пластинок, озвучивал мультфильмы.
Умер 15 апреля 1968 года на 59-м году жизни, в Москве. Похоронен на Новодевичьем кладбище (2 уч.).

## Награды
- 1944 — Медаль «За оборону Москвы»
- 1946 — Медаль «За оборону Ленинграда»
- 1946 — Медаль «За победу над Германией в Великой Отечественной войне 1941—1945 гг.»
- 1948 — Медаль «В память 800-летия Москвы»
- 1957 — Медаль «В память 250-летия Ленинграда»

## Семья
- Бабушка по материнской линии — Петрова, Евдокия Петровна (1868—1935)
- Отец — Пирогов, Григорий Степанович (12 (24) января 1885 — 20 февраля 1931) — русский певец.
- Мать — Пирогова, Александра Ивановна (1888—1981)
- Дочь — Пирогова, Людмила Леонидовна (21 июля 1939 — 19 января 2010) — советская и российская актриса, заслуженная артистка РСФСР (1991), с 1960 до конца жизни — актриса Малого театра.
- Жена — Пирогова, Ирина Григорьевна (1921—2002)

## Творчество

### Театральные работы

#### Московский театр имени Моссовета
- 1942 — «Забавный случай» К. Гольдони; постановка Ю. Завадского — Рикард, откупщик

### Фильмография

#### Актёр
- 1945 Здравствуй, Москва! — мастер Никанор Иванович Никаноров
- 1946 Белый Клык — золотоискатель (нет в титрах)
- 1947 Миклухо-Маклай — профессор Озеров
- 1949 Падение Берлина — Джеймс Бирнс (нет в титрах)
- 1952 Композитор Глинка — Боян в опере «Руслан и Людмила» (нет в титрах)
- 1953 Беззаконие (короткометражный) — парень с гитарой (нет в титрах)
- 1953 Вихри враждебные — главарь-анархист
- 1953 Серебристая пыль (англ. Silver Dust) — задержанный безработный в полицейском участке (нет в титрах)
- 1954 «Богатырь» идёт в Марто — Ларсен, боцман
- 1954 Сёстры Рахмановы — Рогожин
- 1955 Призраки покидают вершины — собеседник Кортеца
- 1955 Пути и судьбы — профессор Гармаш
- 1955 Судьба барабанщика — «старик Яков», бандит
- 1955, 1956 Тайна двух океанов — Быстрых Иван Николаевич директор Циркового музея / сторож цирка
- 1956 Как Джанни попал в ад — Герардо
- 1956 Убийство на улице Данте — беженец (нет в титрах)
- 1957 Волк и семеро козлят — Медведь (нет в титрах)
- 1957 К Чёрному морю — Иван Бирюков
- 1958 Добровольцы — (нет в титрах)
- 1958 Маяковский начинался так… — граф Воронцов
- 1959 На диком бреге Иртыша — Вакулин
- 1961 Дуэль — Битюгов
- 1961 Личное первенство (к/м) — эпизод
- 1961 Любушка — генерал
- 1962 Без страха и упрёка — игрок на бегах (нет в титрах)
- 1962 Игрушечный директор (фильм № 3)
- 1962 Мы вас любим — член художественного совета
- 1962 Семь нянек — метрдотель Сан Саныч (нет в титрах)
- 1963 Есть и такой остров — Поляков
- 1963 Тайна комнаты № 216 — Вицек
- 1963 Слоны из мух — инспектор статистического управления
- 1963 Короткие истории
- 1964 Голубая чашка — старик с балалайкой
- 1965 Мы, русский народ — священник (нет в титрах)
- 1965 Чрезвычайное поручение — штабс-капитан Гетманов
- 1966 По тонкому льду — Ремизов, официант ресторана
- 1966 Скверный анекдот — отец невесты мечты Пралинского (нет в титрах)
- 1967 Доктор Вера — эпизод
- 1967 Морские рассказы — Пётр Карпов, судовладелец
- 1968 Служили два товарища — эпизод

#### Озвучивание фильмов
- 1952 Покорители вершин — Александр Апхаидзе
- 1954 Золотые яблоки — Берёзкин, сторож
- 1956 Баши-Ачук
- 1965 Фантазёры — Лев

#### Озвучивание мультфильмов
- 1939 — Мойдодыр — Крокодил (нет в титрах)
- 1939 — Лимпопо — Барбос / Бегемот / Кит (нет в титрах)
- 1940 — Сказка о попе и его работнике Балде — Балда
- 1941 — Слон и Моська — Дворняга
- 1941 — Бармалей — Бармалей
- 1943 — Сказка о царе Салтане — Черномор
- 1944 — Телефон — Слон
- 1945 — Пропавшая грамота — Писарь, медведь (нет в титрах)
- 1946 — Орлиное перо — Медведь (нет в титрах)
- 1946 — Павлиний хвост — Медведь (нет в титрах)
- 1946 — У страха глаза велики — Медведь (нет в титрах)
- 1947 — Конёк-Горбунок — 1-й брат (нет в титрах)
- 1948 — Первый урок — (нет в титрах)
- 1948 — Слон и муравей — Слон (нет в титрах)
- 1949 — Лев и заяц — Лев (нет в титрах)
- 1949 — Гуси-лебеди — отец Маши и Вани (нет в титрах)
- 1950 — Когда зажигаются ёлки — Дед Мороз
- 1950 — Крепыш — хозяин Крепыша
- 1951 — Сердце храбреца — горный человек Кагзаму / орёл (нет в титрах)
- 1952 — Валидуб — Медведь (нет в титрах)
- 1952 — Снегурочка — Бермята
- 1953 — Лесной концерт — Крокодил (нет в титрах)
- 1953 — Волшебный магазин — Дворник
- 1954 — На лесной эстраде — Лев (нет в титрах)
- 1956 — Это что за птица? — Пеликан (нет в титрах)
- 1956 — Приключения Мурзилки — редактор журнала (нет в титрах)
- 1956 — Двенадцать месяцев — глашатай (нет в титрах)
- 1957 — В одной столовой - повар Никифор Спиридонович
- 1957 — Чудесница — Колос
- 1957 — Сказка о Снегурочке — Дед Мороз
- 1958 — Кошкин дом — Кот Василий
- 1958 — Петушок — золотой гребешок — Кот (нет в титрах)
- 1958 — Краса ненаглядная
- 1958 — Грибок-теремок — Грибок-теремок
- 1958 — Сказка о Мальчише-Кибальчише — Отец Мальчиша-Кибальчиша / Буржуинский генерал-немец
- 1958 — Три медведя — Михайло Потапович
- 1959 — Приключения Буратино — Доктор Сова (нет в титрах)
- 1960 — Лиса, бобёр и другие — Медведь (нет в титрах)
- 1960 — Непьющий воробей. Сказка для взрослых
- 1960 — Мурзилка на спутнике — редактор журнала (нет в титрах)
- 1961 — Чиполлино — 3-й уличный сплетник (нет в титрах)
- 1962 — Чудесный сад — Хан
- 1965 — Гунан-Батор — Шамдагай
- 1966 — Про бегемота, который боялся прививок — Медведь
- 1967 — Сказка о золотом петушке — боярин в оранжевом

### Аудиопостановки
- 1962 — «Приключения Чиполлино» (грампластинка) — Чиполлоне (композиция З. Потаповой и С. Богомазова, музыка Н. Пейко. Всесоюзная фирма грамзаписи «Мелодия»)
- 1971 — «Оле Лукойе» — аудиосказка (винил) — Индюк. Кресло